# Загорье (Босния и Герцеговина)
Загорье (сербохорв. Zagorje) — средневековая жупа, историческая область на юго-востоке Боснии и Герцеговины.
Располагалась в верхнем течении реки Неретвы. В Загорье в разное время входили города Калиновик, Обаль, Велетин и Улог. Впервые упоминается в 1323 году при боснийском бане Степане Котроманиче. Впоследствии входило во владения хумского феодала Степана Вукчича. Турки занимали область во время похода 1463 года, в 1465 году полностью захватили Загорье.